# Ультрафільтр (математика)
Ультрафільтр (максимальний фільтр) — фільтр частково впорядкованої множини, для якого не існує фільтра в який він би включався. Поняття фільтра виникло в топології.

## Властивості
- Головний фільтр завжди є ультрафільтром.
- Ультрафільтр на скінченній множині є головним фільтром.

## Теореми про прості ідеали
Твердження, що довільний фільтр міститься в деякому ультрафільтрі не може бути доведене без аксіоми вибору. Це твердження також відоме під назвою — лема про ультрафільтр.
Важливим наслідком теореми є існування не головних ультрафільтрів в нескінченних множинах.

## Властивості
- Якщо ультрафільтр на множині є головним, то перетин всіх елементів ультрафільтра дорівнює головному (породжуючому) елементу ультрафільтра.
- Якщо ультрафільтр на множині є не головним, то перетив всіх елементів ультрафільтра є порожньою множиною.